# يان أوبلاك
يان أوبلاك (بالسلوفينية: Jan Oblak؛ مواليد 7 يناير 1993) هو لاعب كرة قدم سلوفيني يلعب كحارس مرمى مع أتلتيكو مدريد في الدوري الإسباني ومنتخب سلوفينيا لكرة القدم. يُعتبر من أفضل حراس المرمى في العالم.
وقع أوبلاك لنادي بنفيكا البرتغالي في سن السابعة عشر ، وكان جزءًا من الفريق الذي فاز بالثلاثية المحلية في موسم 2013-14. ثم انتقل إلى أتلتيكو مدريد مقابل 16 مليون يورو ، ليصبح أغلى حارس مرمى في الدوري الإسباني في ذلك الوقت. في 2015-16 فاز بجائزة زامورا لأفضل حارس مرمى ، حيث تلقى أدنى عدد أهداف له على الإطلاق وهو 18 هدفًا. فاز بالجائزة مرة أخرى في المواسم الثلاثة التالية. تم ترشيح أوبلاك أيضًا لجوائز الكرة الذهبية لعامي 2017 و2018 ، بعد أدائه الثابت مع ناديه.
بمشاركته في أكثر من 250 مباراة مع أتلتيكو مدريد ، فاز أوبلاك بثلاثة ألقاب مع النادي ، من ضمنها كأس السوبر الأوروبي 2018 بفوزه على غريمه ريال مدريد.
لعب أوبلاك أول مباراة دولية له مع سلوفينيا في عام 2012.

## مسيرته الكروية

### أولمبيا
ولد أوبلاك في مدينة ككوليولا العليا في شكوفجا لوكا، وبدأ بلعب كرة القدم وهو في الخامسة من عمره من خلال ناديه المحلي لوكن. في سن العاشرة، أنضم إلى أكاديمية أولمبيا للشباب، حيث بقي حتى نهاية موسم 2004–05 عندما تم حل النادي. ثم انتقل بعد ذلك إلى Bežigrad الذي تأسس حديثًا، والذي أصبح بعد سلسلة من التغييرات في الاسم نادي أولمبيا ليوبليانا في عام 2008. وفي السنة التالية، رفض أوبلاك عقدًا من نادي إمبولي الإيطالي لصالح تجربة أداء مع فولهام، لكنه في النهاية لم يترك النادي ومدد عقد حتى عام 2011. بدأ أوبلاك مسيرته الاحترافية مع أولمبيا ليوبليا في موسم 2009–10، حيث كان عمره وقتها 16 عامًا، ولم يفز إلا بثلاثة مباريات بالدوري السلوفيني حيث احتل النادي المركز الرابع في جدول الدوري.

### بنفيكا
في 14 يونيو 2010، وقع أوبلاك عقدًا مع نادي بنفيكا البرتغالي، الذي اعاره إلى بيرا مار في أغسطس 2010. ثم انضم إلى أولهانينسي على سبيل الإعارة في يناير 2011، حتى نهاية موسم 2010–11.
أعار بنفيكا أوبلاك لفريق برتغالي آخر وهو يو دي ليريا في موسم 2011–12. شارك لأول مرة بالدوري في 15 يناير 2012، في مباراة التعادل 2–2 خارج أرضه أمام ناسيونال.

### أتلتيكو مدريد

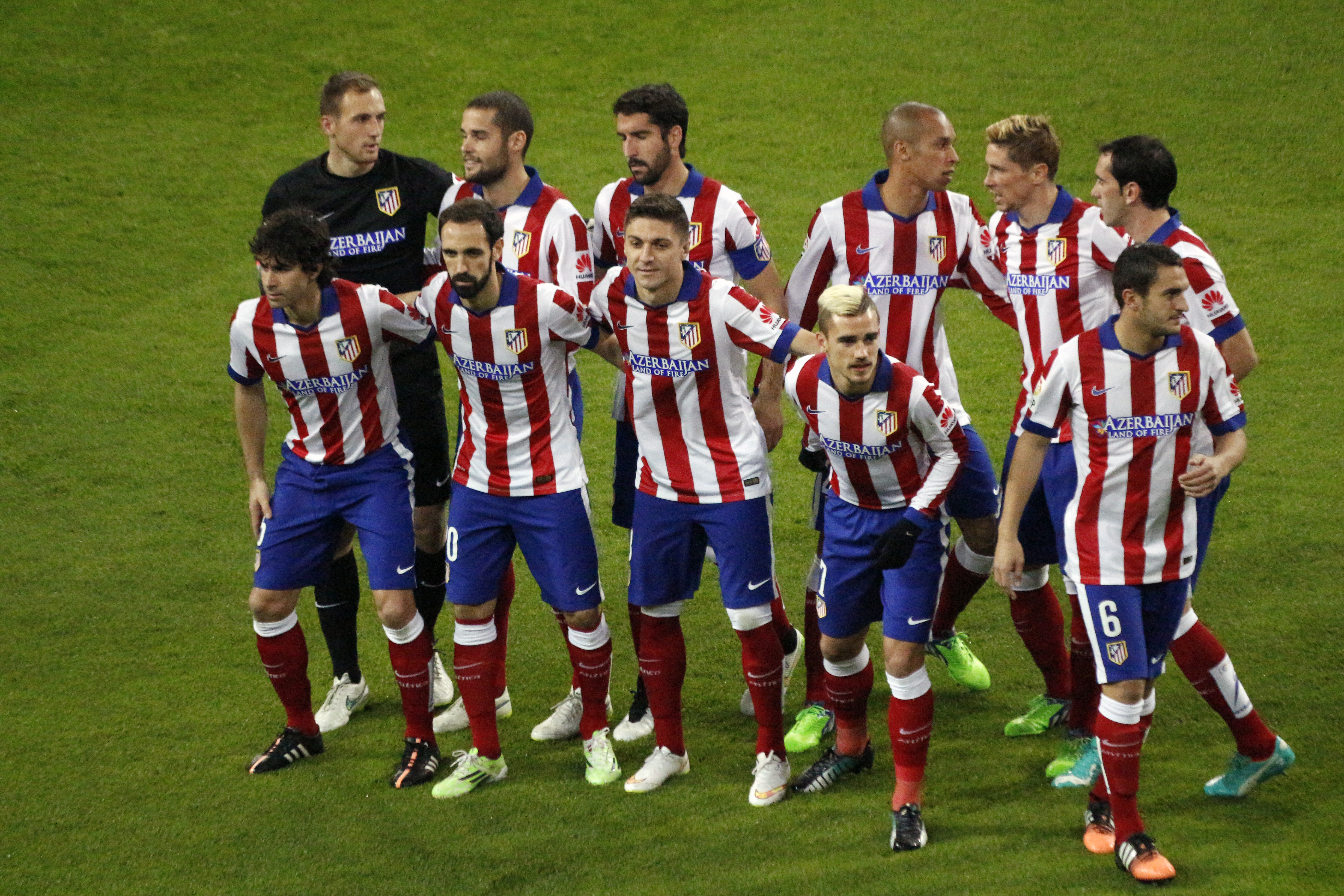
أوبلاك مع أتلتيكو مدريد قبل بدء المباراة.

في 16 يوليو 2014، أعلن أتلتيكو مدريد أنه قد توصل إلى اتفاق مع بنفيكا بخصوص انتقال أوبلاك، في انتظار إجراء فحص طبي. دفع أتلتيكو 16 مليون يورو للاعب السلوفيني، مما جعله أغلى حارس المرمى في تاريخ الدوري الإسباني. انتقل أوبلاك إلى مدريد في صفقة لمدة ست سنوات كبديل لتيبو كورتوا، الذي عاد للعب مع ناديه الأم تشيلسي بعد انتهاء إعارته. خلال تقديمه في 22 يوليو 2014، قال أوبلاك:«أنا لم أتي لكي أحل محل أي أي شخص. أتيت كلاعب آخر. أنا هنا مع بقية اللاعبين وحراس المرمى. سأفعل كل شيء بكل قوتي للدفاع عن هذا القميص وتحقيق نتائج رائعة هذا الموسم، سأفعل كل شيء في يدي لمساعدة الفريق».
كان أوبلاك بديلا ولا يشارك في أول مباراة رسمية له في 19 أغسطس 2014، وهي مباراة الذهاب من كأس السوبر الإسباني 2014 ضد ريال مدريد، حيث كان بديل لميغيل أنخيل مويا. شارك لأول مرة في 16 سبتمبر 2014، في مباراة الهزيمة 3–2 أمام أولمبياكوس في أول مباراة لأتلتيكو في دوري أبطال أوروبا هذا الموسم. حافظ عل نظافة شباكة لأول مرة في مباراة الفوز 3–0 على أوسبيتاليت في مباراة الذهاب من كأس ملك إسبانيا يوم 3 ديسمبر 2014. مع انتهاء موسم 2015–16 المحلي، فاز أوبلاك بجائزة زامورا لأفضل حارس مرمى، بعد أن سُجّل به 18 هدف في 38 مباراة، مساوياً لصاحب الرقم القياسي مع ديبورتيفو لاكورونيا فرانسيسكو لينيو.
ونال جائزة زامورا في الموسمين التاليين 2016–17 و2017–18.

## مسيرته الدولية
تم أستدعى أوبلاك لأول مرة من قبل منتخب سلوفينيا تحت 21 سنة في أغسطس 2009، ليحل محل المصاب يان كوبيريفك. شارك لأول مرة في 9 سبتمبر من ذلك العام ضد فرنسا.
في 11 سبتمبر 2012، شارك أوبلاك لأول مرة مع المنتخب الأول، حيث لعب كأساسي في مباراة الخسارة أمام النرويج 2–1 في تصفيات كأس العالم 2014.
أصبح الحارس الأول للمنتخب الوطني بعد اعتزال سمير هاندانوفيتش الدولي في نهاية عام 2015؛ ومع ذلك ، فقد أخذ استراحة من مهامه الدولية خلال دوري الأمم الأوروبية 2018–19، بسبب إصابة في ذراعه.
في 6 سبتمبر 2019 ، قاد أوبلاك سلوفينيا لأول مرة.

## الإحصائيات

### النادي
آخر تحديث 11 ديسمبر 2020.
| النادي              | الموسم   | الدوري                        | الدوري | الدوري  | الكأس الوطني | الكأس الوطني | كأس الدوري | كأس الدوري | قاري   | قاري    | أخرى   | أخرى    | المجموع | المجموع |
| النادي              | الموسم   | الدرجة                        | الظهور | الأهداف | الظهور       | الأهداف      | الظهور     | الأهداف    | الظهور | الأهداف | الظهور | الأهداف | الظهور  | الأهداف |
| ------------------- | -------- | ----------------------------- | ------ | ------- | ------------ | ------------ | ---------- | ---------- | ------ | ------- | ------ | ------- | ------- | ------- |
| أولمبيا ليوبليانا   | 2008–09  | الدوري سلوفيني الدرجة الثانية | 1      | 0       | 0            | 0            | —          | —          | —      | —       | —      | —       | 1       | 0       |
| أولمبيا ليوبليانا   | 2009–10  | الدوري سلوفيني                | 33     | 0       | 0            | 0            | —          | —          | —      | —       | —      | —       | 33      | 0       |
| أولمبيا ليوبليانا   | المجموع  | المجموع                       | 34     | 0       | 0            | 0            | —          | —          | —      | —       | —      | —       | 34      | 0       |
| بنفيكا              | 2010–11  | الدوري البرتغالي              | 0      | 0       | 0            | 0            | 0          | 0          | 0      | 0       | 0      | 0       | 0       | 0       |
| بنفيكا              | 2011–12  | الدوري البرتغالي              | 0      | 0       | 0            | 0            | 0          | 0          | 0      | 0       | —      | —       | 0       | 0       |
| بنفيكا              | 2012–13  | الدوري البرتغالي              | 0      | 0       | 0            | 0            | 0          | 0          | 0      | 0       | —      | —       | 0       | 0       |
| بنفيكا              | 2013–14  | الدوري البرتغالي              | 16     | 0       | 2            | 0            | 3          | 0          | 4      | 0       | —      | —       | 25      | 0       |
| بنفيكا              | المجموع  | المجموع                       | 16     | 0       | 2            | 0            | 3          | 0          | 4      | 0       | 0      | 0       | 25      | 0       |
| بيرا مار (إعارة)    | 2010–11  | الدوري البرتغالي              | 0      | 0       | 2            | 0            | 0          | 0          | —      | —       | —      | —       | 2       | 0       |
| أولهانينسي (إعارة)  | 2010–11  | الدوري البرتغالي              | 0      | 0       | 0            | 0            | 0          | 0          | —      | —       | —      | —       | 0       | 0       |
| يو دي ليريا (إعارة) | 2011–12  | الدوري البرتغالي              | 16     | 0       | 1            | 0            | 0          | 0          | —      | —       | —      | —       | 17      | 0       |
| ريو أفي (إعارة)     | 2012–13  | الدوري البرتغالي              | 28     | 0       | 0            | 0            | 3          | 0          | —      | —       | —      | —       | 31      | 0       |
| بنفيكا ب            | 2013–14  | ليغا برو                      | 2      | 0       | —            | —            | —          | —          | —      | —       | —      | —       | 2       | 0       |
| أتلتيكو مدريد       | 2014–15  | الدوري الإسباني               | 11     | 0       | 6            | 0            | —          | —          | 4      | 0       | 0      | 0       | 21      | 0       |
| أتلتيكو مدريد       | 2015–16  | الدوري الإسباني               | 38     | 0       | 0            | 0            | —          | —          | 13     | 0       | —      | —       | 51      | 0       |
| أتلتيكو مدريد       | 2016–17  | الدوري الإسباني               | 30     | 0       | 0            | 0            | —          | —          | 11     | 0       | —      | —       | 41      | 0       |
| أتلتيكو مدريد       | 2017–18  | الدوري الإسباني               | 37     | 0       | 0            | 0            | —          | —          | 12     | 0       | —      | —       | 49      | 0       |
| أتلتيكو مدريد       | 2018–19  | الدوري الإسباني               | 37     | 0       | 0            | 0            | —          | —          | 8      | 0       | 1      | 0       | 46      | 0       |
| أتلتيكو مدريد       | 2019–20  | الدوري الإسباني               | 38     | 0       | 0            | 0            | —          | —          | 9      | 0       | 2      | 0       | 49      | 0       |
| أتلتيكو مدريد       | 2020–21  | الدوري الإسباني               | 10     | 0       | 0            | 0            | —          | —          | 6      | 0       | —      | —       | 16      | 0       |
| أتلتيكو مدريد       | المجموع  | المجموع                       | 201    | 0       | 6            | 0            | —          | —          | 63     | 0       | 3      | 0       | 273     | 0       |
| الإجمالي            | الإجمالي | الإجمالي                      | 297    | 0       | 11           | 0            | 6          | 0          | 67     | 0       | 3      | 0       | 382     | 0       |

1. ↑  المباريات في الدوري الأوروبي
2. 1 2 3 4 5 6  المباريات في دوري أبطال أوروبا
3. ↑  6 مباريات في دوري أبطال أوروبا، 4 مباريات في الدوري الأوروبي
4. ↑  المباراة كأس السوبر الأوروبي
5. ↑  كأس السوبر الإسباني

### المنتخب
آخر تحديث 18 نوفمبر 2020.
| سلوفينيا | سلوفينيا | سلوفينيا |
| العام    | الظهور   | الأهداف  |
| -------- | -------- | -------- |
| 2012     | 1        | 0        |
| 2013     | 2        | 0        |
| 2014     | 1        | 0        |
| 2015     | 2        | 0        |
| 2016     | 6        | 0        |
| 2017     | 6        | 0        |
| 2019     | 10       | 0        |
| 2020     | 5        | 0        |
| المجموع  | 33       | 0        |

## الإنجازات
أولمبيا ليوبليانا
- الدوري السلوفيني الدرجة الثانية: 2008–09[30]

 بنفيكا
- الدوري البرتغالي الممتاز: الدوري البرتغالي الممتاز 2013–14[31]
- كأس البرتغال: 2013–14[31]
- كأس الدوري البرتغالي: 2013–14[31]

 أتلتيكو مدريد
- الدوري الإسباني: 2020–21
- كأس السوبر الإسباني: 2014[32]
- الدوري الأوروبي: 2017–18
- كأس السوبر الأوروبي: 2018

الفردية
- أفضل حارس في الدوري البرتغالي: الدوري البرتغالي الممتاز 2013–14[33]
- جائزة زامورا: 2015–16,[34] 2016–17,[35] 2017–18,[36] 2018–19[37]
- فريق الموسم في الدوري الاسباني: 2015–16,[38] 2016–17[39]
- تشكيلة الموسم لدوري أبطال أوروبا: 2015–16، 2016–17,[40] دوري أبطال أوروبا 2019–20[41]
- أفضل حارس في الدوري الإسباني: 2015–16، 2016–17، 2017–18، 2018–19[42]
- فريق الموسم في للدوري الاسباني من الاتحاد الأوروبي لكرة القدم: 2015–16, 2016–17, 2017–18, 2018–19[43][44][45][46]
- فيفبرو الفريق الخامس: 2017[47]
- فيفبرو مُرشح: 2019 (الحارس الخامس)[48]
- تشكيلة الموسم في الدوري الأوروبي: 2017–18[49]
- جائزة أفضل لاعب سلوفيني: 2015, 2016, 2017, 2018[50]
- جائزة أفضل لاعب سلوفيني شاب: 2012, 2013[51]

## وصلات خارجية
- يان أوبلاك على موقع الاتحاد الدولي (مؤرشف)  (الإنجليزية)
- يان أوبلاك على موقع الاتحاد الأوربي (الإنجليزية)
- يان أوبلاك على موقع قاعدة بيانات كرة القدم.إي يو (الإنجليزية)
- يان أوبلاك على موقع ليكيب (الفرنسية)
- يان أوبلاك على موقع ناشيونال فوتبول تيمز (الإنجليزية)
- يان أوبلاك على موقع Soccerbase.com (لاعب) (الإنجليزية)
- يان أوبلاك على موقع Soccerway.com (الإنجليزية)
- يان أوبلاك على موقع عالم كرة القدم.نت (الإنجليزية)
- يان أوبلاك على موقع كووورة
- يان أوبلاك على موقع AS.com (الإسبانية)